# Dryopteris oligodonta
Dryopteris oligodonta is een varen uit de niervarenfamilie (Dryopteridaceae). De soort is endemisch op de Canarische Eilanden.

## Naamgeving en etymologie
- Spaans: Helecho macho, Penco

De soortaanduiding oligodonta is afkomstig van het Oudgriekse ὀλίγος (oligos = weinig) en ὀδούς (odous = tand), naar de weinig maar grof getande bladslipjes.

## Kenmerken
Dryopteris oligodonta is een overblijvende varen. De bladen staan in dichte bundels bij elkaar en zijn smal driehoekig, grasgroen gekleurd, dubbel geveerd, met langwerpige bladslipjes die diep maar grof gekarteld of getand zijn. De bladstelen zijn korter dan de bladschijf, bezet met grote, bruine schubben.
De sporendoosjes liggen in kleine niervormige hoopjes in twee rijen langs de middennerf aan de onderzijde van het blad. De sporenhoopjes worden afgedekt door platte, witte, niervormige, getande dekvliesjes, vastgehecht aan de inkeping. De varen produceert het hele jaar door sporen.

## Habitat
Dryopteris oligodonta is een terrestrische varen die vooral voorkomt in schaduwrijke, vochtige, subtropische bossen, zoals in de altijdgroenblijvende Laurisilva of laurierbossen.

## Verspreiding en voorkomen
Dryoteris oligodonta wordt beschouwd als endemisch op de westelijke Canarische Eilanden (Tenerife, Gran Canaria, La Gomera, Ferro en La Palma) maar zou ook gevonden zijn op Santo Antao, een Kaapverdisch eiland. De belangrijkste vindplaats is het laurierbos Bosque de los Tiles op La Palma.
... · 
D. aemula · 
D. affinis (glanzende geschubde mannetjesvaren) · 
D. aitoniana · 
D. azorica · 
D. borreri (matte geschubde mannetjesvaren) · 
D. cambrensis · 
D. carthusiana (smalle stekelvaren) · 
D. corleyi · 
D. cristata (kamvaren) · 
D. dilatata (brede stekelvaren) · 
D. erythrosora (herfstvaren) · 
D. expansa (tere stekelvaren) · 
D. filix-mas (mannetjesvaren) · 
D. guanchica · 
D. intermedia · 
D. maderensis · 
D. oligodonta · 
D. oreades · 
D. remota · 
D. rigida · 
D. stanley-walkeri · 
D. villarii · 
...